# ミッチェル・ダイクス
ミッチェル・ダイクス（Mitchell Dijks, 1993年2月9日 - ）は、オランダ・北ホラント州プルメレント出身のサッカー選手。SBVフィテッセ所属。ポジションはディフェンダー。

## 経歴
プルメレントに生まれ、2009年にアヤックス・アムステルダムの下部組織に入る。2012年にトップチームに昇格し、2012年7月29日にSKラピード・ウィーンとのチャンピオンズリーグ予選でプロデビューを飾る。出場機会を求め、2013-14シーズンはSCヘーレンフェーンへレンタル移籍する。2014年夏にヴィレムIIへ移籍する。2015年夏にアヤックス・アムステルダムに復帰する。
2018年5月23日、ボローニャFCにフリーで移籍した。

## タイトル
アヤックス・アムステルダム
- エールディヴィジ 2012-13